# پالمر (حوزه سرشماری)، ماساچوست
پالمر (به انگلیسی: Palmer) یک منطقهٔ مسکونی در ایالات متحده آمریکا است که در شهرستان همپدن، ماساچوست واقع شده‌است. پالمر ۱۰٫۷ کیلومتر مربع مساحت و ۳٬۹۰۰ نفر جمعیت دارد و ۱۰۵ متر بالاتر از سطح دریا واقع شده‌است.